# Deuterovaný chloroform
Deuterovaný chloroform (chloroform-d) je organická sloučenina se vzorcem CDCl3, používaná jako rozpouštědlo v NMR spektroskopii.
Deuterochloroform byl poprvé vytvořen v roce 1935 při zkoumání deuteria.

## Výroba
Deuterovaný chloroform lze vyrobit snadněji a s menšími náklady než  deuterovaný dichlormethan.
Deuterochloroform se vyrábí reakcí hexachloracetonu s těžkou vodou za katalýzy pyridinem; přečišťování usnadňuje velký rozdíl v teplotě varu mezi výchozí látkou a produktem.
O=C(CCl3)2 + D2O → 2 CDCl3 + CO2
Další možností je reakce chloralu s deuteroxidem sodným (NaOD).

## Použití
Při protonové NMR se obvykle používají deuterovaná rozpouštědla (přes 99 % vodíku je v nich tvořeno deuteriem), čímž se potlačují rušivé signály proton(ů) (tedy vodíku-1) vyvolávané rozpouštědlem. Pokud by byl jako rozpouštědlo použit nedeuterovaný chloroform, pak by narušoval signály analytu. Deuterovaná rozpouštědla jsou také potřeba z toho důvodu, že frekvence magnetického pole je signálem deuteria uzamčena a neposouvá se. Běžně dostupný chloroform-d obvykle obsahuje malé množství (do 0,2 %) nedeuterovaného izotopologu, což vytváří malý singlet na 7,26 ppm. 
Při C13 NMR se atom uhlíku v deuterovaném chloroformu projevuje 1:1:1 tripletem na 77,16 ppm, vzniklým spin-spinovými interakcemi jádra deuteria, majícího spin 1. Nedeuterovaný CHCl3 má chemický posun 77,36 ppm.
Deuterovaný chloroform má nízkou reaktivitu, je u něj malá pravděpodobnost výměny deuteria se složkami roztoku, a díky nízké teplotě varu se snadno obnovuje. Nelze jej použít při analýze silných zásad, silných nukleofilů, nebo redukčních činidel, jako jsou mnohé organokovové sloučeniny.

## Nebezpečí
Chloroform podléhá fotochemickým reakcím s kyslíkem za vzniku chloru, fosgenu, a chlorovodíku. Tento rozklad a související okyselování rozpouštědla lze omezit uchováváním v hnědých lahvích, často pokrytých stabilizující vrstvou mědi nebo stříbra; lze také přidat malé množství zásady, například uhličitanu draselného, která jej neutralizuje.
Toxicita v játrech a ledvinách je nižší než u CHCl3, což je způsobeno silnější vazbou C-D oproti C-H v důsledku kinetického izotopového efektu; tato vlastnost způsobuje menší náchylnost k tvorbě trichlormethylových radikálů (•CCl3).